# Strafvollzugspolitik
Der Begriff Strafvollzugspolitik umfasst die grundlegenden, in der Sphäre der Politik getroffenen oder abgesegneten Entscheidungen hinsichtlich der dem Strafvollzug unterlegten Vollzugsziele (z. B. Vergeltung, Sicherung der Allgemeinheit oder Resozialisierung) und der Art und Weise, wie die Freiheitsstrafe vollstreckt wird. Strafvollzugspolitik ist somit eingebettet in das politische System, in die politische Kultur, in die allgemeine politische und sozioökonomische Lage sowie das entsprechende „Klima“, die politische Ausrichtung der jeweiligen Regierung und insbesondere auch in die vorherrschende Bestimmung des Verhältnisses von Individuum und Staat bzw. Gesellschaft.

## Deutschland

### Hamburg

#### Weimarer Republik 1919–1933
Die Hamburger Strafvollzugspolitik in der Zeit der Weimarer Republik stand ganz im Zeichen des Versuchs, den Strafvollzug am Ideal der Resozialisierung auszurichten. Eine Schlüsselfigur dieser reichsweit als vorbildlich angesehenen Reform des Strafvollzuges war der Direktor der hamburgischen Gefangenenanstalten Christian Koch, der das Gefängniswesen von 1919 bis 1933 leitete.
Der Hamburger Strafvollzug, räumlich bestehend aus den Fuhlsbütteler Strafanstalten (heute: JVA Fuhlsbüttel) und dem Untersuchungsgefängnis, geriet mit der Novemberrevolution 1918 in eine Krise, die ihre Wurzeln bereits im wilhelminischen Kaiserreich und besonders im Ersten Weltkrieg hatte. Die Legitimation (Geltung als rechtens) des Strafens geriet in dieser Zeit aus den Fugen. Im Kaiserreich galt das Prinzip der Vergeltung. Erziehung der Straftäter im Gefängnis war keine wesentliche Dimension der Strafvollzugspolitik gewesen. Die Meinung war zunehmend weit verbreitet, dass auf diese Weise keine erfolgreiche Bekämpfung der Kriminalität erreichbar sei. Im Ersten Weltkrieg dienten die Strafanstalten der Unterdrückung von politischer Opposition und Protest, zudem wurden angesichts der Nahrungsknappheit Menschen straffällig, die sonst nicht in die Fänge der Justiz geraten wären. In der Novemberrevolution entlud sich der Unmut darüber in mehreren erfolgreichen Angriffen auf hamburgische Gefängnisse durch Revolutionäre und „Volksmassen“, bei denen zahlreiche Gefangene befreit wurden. Auch im Inneren der Strafanstalten gärte es: Die wegen Kriegsdienst unterbesetzte Beamtenschaft konnte kaum mehr effektiv die Disziplin unter den Gefangenen sicherstellen. Und viele untere Beamte fühlten sich auch selbst nicht mehr an das überkommene Prinzip militärischen Gehorsams gebunden. Es musste also etwas geschehen: Eine Reform des Strafvollzuges musste her!
Die Hauptlinien dieser Reform waren:
- Humanisierung der Gefangenenbehandlung, z. B. durch
  - die Abschaffung der, allerdings ohnehin nicht mehr praktizierten, Prügelstrafe
  - die Abschaffung des Haupt- und Barthaarscherens bei Zuchthausgefangenen
  - durch die Erweiterung der Möglichkeiten zur Freizeitgestaltung (Musikkapelle, Fußball, Kanarienvögel halten u. a.).
- Ausrichten des Strafvollzuges auf die Wiedereingliederung der Straftäter und -täterinnen in die Gesellschaft
- Hierzu stellte Hamburg Beamte ein, die sich ausschließlich der sozialen Betreuung der Gefangenen widmeten,
- die Gefangenenarbeit wurde modernisiert, damit die Gefangenen nach der Entlassung eher Arbeit finden können, und zwar durch:
  - die Einführung sinnvollerer Arbeiten als die üblichen stumpfsinnigen Arbeiten wie werg zupfen oder Matten flechten
  - Arbeit in modernen, arbeitsteiligen Werkstätten, anstelle der Arbeit des Gefangenen in seiner Zelle
  - Arbeit mit modernen Maschinen;
- Einführung des Progressivsystems, also eines Systems der Gefangenenbehandlung, in dem sie in Gruppen eingeteilt werden. Von der Eingangsgruppe mit den härtesten Vollzugsbedingungen können sie sich durch Wohlverhalten hocharbeiten, d. h. in höhere Gruppen aufsteigen, wo die Vollzugsbedingungen zunehmend gelockert werden.

Diese Strafvollzugspolitik fand ihr Ende mit der Machtübernahme der Nationalsozialisten, die Christian Koch und andere führende Beamte entließen und das Reformprojekt schrittweise beendeten. Viele Reformvorhaben Kochs wurden erst in den 1970er Jahren in Gesetzesform gebracht.

#### Der CDU-geführte Senat 2001–2006
Die CDU verdankte ihre Chance im Jahre 2001 mit Ole von Beust in einer Koalition mit Schill-Partei und FDP den Ersten Bürgermeister zu stellen, dem Leiden der Hamburger (Wahl-)Bevölkerung an einem wirklichen oder vermeintlichen Mangel an Innerer Sicherheit. Im Wahlkampf zum Sicherheitsberater berufen, avancierte Roger Kusch nach dem Wahlsieg der Koalition zum Justizsenator. Er wurde durch eine eigenwillige Amtsführung, öffentliche Provokationen und eine „harte Linie“ in der Hamburger Justiz- und Strafvollzugspolitik zu einer umstrittenen Gestalt in der Hamburger Politik. Am 27. März 2006 wurde er entlassen.
Unter seiner Ägide wurde in Hamburg die umfassendste und tiefgreifendste Reform des Strafvollzugs seit den späten 1960er- und frühen 1970er-Jahre durchgeführt. Wurde damals, mit Hamburg als Vorreiter, die Resozialisierung als Hauptzweck des Strafvollzugs bundeseinheitlich im Strafvollzugsgesetz verankert, so griff die Strafvollzugspolitik unter Roger Kusch ebendiese Dominanz des Resozialisierungsgedankens an. Die Hamburger Strafvollzugspolitik richtete sich seit 2001 an folgenden Hauptlinien aus:
- Relativierung der Resozialisierung,
  - insbesondere Abbau von Haftplätzen des offenen Vollzuges
  - und Aufstockung der Plätze im geschlossenen Vollzug (bezeichnend für diese Umschichtung war die bald nach dem Regierungswechsel erfolgte Umwidmung der unter dem alten Senat als offene Anstalt geplanten Justizvollzugsanstalt JVA Billwerder in eine des geschlossenen Vollzuges)
- Betonung des im Strafvollzugsgesetz nur in zweiter Linie vorgesehenen Strafzwecks der Sicherung der Allgemeinheit, insbesondere durch Anstrengungen, Entweichungen bzw. Missbrauch von Vollzugslockerungen (Hafturlaub, Ausgang, Freigang) zu reduzieren
- Erhöhung der inneren Sicherheit in den Justizvollzugsanstalten, sowohl zum Schutz von Beamten und Beamtinnen vor Gewalttätigkeiten als auch zum Schutz schwächerer Gefangener vor Übergriffen durch Mitgefangene.
- Einführung der stationsweisen Binnendifferenzierung, einer Neuauflage des Progressivsystems, auch Strafvollzug in Stufen genannt, wo sich die Gefangenen durch Wohlverhalten Hafterleichterungen verdienen können. Die freie Bewegung der Gefangenen in dem sternenförmig angelegten Haus 2 der JVA Fuhlsbüttel („Santa Fu“) wurde aufgehoben. Die nach den Bewährungsgruppen verteilt untergebrachten Gefangenen können sich nur noch auf ihrer Station (in Haus 2 die Zellen eines Flügels auf einem Stockwerk) frei bewegen
- Umstellung der anstaltsinternen Drogenpolitik durch Abbau der unter dem alten Senat aufgestellten Spritzenautomaten, eine striktere Bestrafung von Drogenmissbrauch, Erhöhung von drogensicheren Haftplätzen mit regelmäßigem Drogenscreening usw., Erweiterung der Hilfspalette für drogenabhängige Gefangene (z. B. Akupunktur).[2]